# NGC 1016
NGC 1016 è una vasta galassia ellittica situata nella costellazione della Balena, a una distanza di circa 301 milioni di anni luce dalla nostra Via Lattea.

## Scoperta
La galassia è stata scoperta il 15 gennaio 1865 dall'astronomo tedesco Albert Marth.

## Gruppo di NGC 1016
NGC 1016 è la galassia più vasta e più luminosa del Gruppo di NGC 1016, un gruppo che comprende almeno dieci galassie. Le altre galassie elencate nell'articolo di Mahtessian sono NGC 1004, NGC 1085, IC 232, IC 241, IC 1843, UGC 2018, UGC 2019, UGC 2024 e UGC 2051.
Nell'articolo di Mahtessian, le ultime quattro galassie sono indicate come 0230+0003 (per CGCG 0230.1+0003), 0230+0024 (per CGCG 0230.1+0024), 0230+0012 (per CGCG 0230.4+0012) e 0231+0108 (per CGCG 0231.5+0128).